# Don’t Forget to Remember Me
«Don’t Forget to Remember Me» — песня американской кантри-певицы Кэрри Андервуд, вышедшая 13 марта 2006 года в качестве четвёртого сингла с её дебютного студийного альбома Some Hearts (2005). Авторами песни выступили Morgane Stapleton (жена Криса Стэплтона), Morgane Hayes и Kelley Lovelace, Эшли Горли.
Песня получила награду ASCAP Country Music Awards и золотую сертификацию RIAA в США.

## История
Песня дебютировала на позиции № 54 в кантри-чарте Billboard Hot Country Songs, став позднее хитом на позиции № 2, а в мультижанровом основном американском хит-параде Billboard Hot 100 она дебютировала на позиции № 98 и дорбралась до 54-го места.
К 13 августа 2013 года тираж сингла превысил 403 тыс. копий и он получил золотую сертификацию RIAA.

## Награды и номинации

### 2007ASCAPCountry Music Awards
| Год  | Номинируемая работа           | Категория                       | Результат |
| ---- | ----------------------------- | ------------------------------- | --------- |
| 2007 | «Don’t Forget to Remember Me» | Most Performed Song of the Year | Победа    |

## Чарты

### Еженедельные чарты
| Чарт (2006)                       | Высшая позиция |
| --------------------------------- | -------------- |
| Канада (Billboard Country)        | 4              |
| США (Billboard Hot 100)           | 49             |
| США (Billboard Hot Country Songs) | 2              |

### Итоговые годовые чарты
| Чарт (2006)                    | Позиция |
| ------------------------------ | ------- |
| США (Country Songs, Billboard) | 13      |

## Сертификации
| Регион | Сертификация | Продажи |
| --- | ------------ | ------- |
| США (RIAA) | Золотой      | 500 000 |
| * Данные о продажах приведены только на основе сертификации. ^ Данные о тиражах приведены только на основе сертификации. |              |         |